# Ayutla de los Libres
Ayutla de los Libres är en kommunhuvudort i Mexiko.   Den ligger i kommunen Ayutla de los Libres och delstaten Guerrero, i den södra delen av landet, 270 km söder om huvudstaden Mexico City. Ayutla de los Libres ligger 376 meter över havet och antalet invånare är 9 897.
Terrängen runt Ayutla de los Libres är kuperad åt nordost, men åt sydväst är den platt. Runt Ayutla de los Libres är det ganska tätbefolkat, med 58 invånare per kvadratkilometer. Ayutla de los Libres är det största samhället i trakten. Omgivningarna runt Ayutla de los Libres är en mosaik av jordbruksmark och naturlig växtlighet.